# Dansa de la Magrana del Corpus Christi de València
La Dansa de la Magrana és una de les danses d'adults que formen part dels actes de la festa del Corpus Christi de València. La dansa té el seu origen al barroc i en un primer moment se la va anomenar Ball dels gitanos, atès que simulava la rendició d'aquest poble al Santíssim Sagrament, passant posteriorment a substituir-se la figura dels gitanos per la de jueus.
Es tracta d'una versió del típic ball de cintes sobre pal, molt popular al folklore espanyol, i que té representacions a la Comunitat Valenciana i a Catalunya com el Ball de gitanes. Com totes les danses d'aquest tipus és una mena de pantomima que s'inspira en la primitiva activitat del teixir, ja que es fa entrellaçar cintes al voltant d'un pal formant un teixit que el cobreix en part.
Se'l denomina Dansa o Ball de la Magrana per la magrana de grans dimensions que té a l'extrem superior del pal i que al final de la dansa queda oberta, sent aquesta tipologia pròpia de les festes del Corpus de València. Hi ha moltes variants d'aquesta dansa al llarg de tota la geografia valenciana (Morella, Titaigües, Cofrents, Silla, l'Alcúdia, Algemesí...), destacant per exemple, la Dansa de Teixidores (interpretada per dones) de Forcall, a l'Alt Maestrat.
La dansa de cintes és ballada indistintament per nens, per adults, només per homes, només per dones o fins i tot per grups d'homes-dones o de nens-nenes, però a la ciutat de València la tradició és que la dansa de la Magrana la facen homes adults.
La dansa es balla amb una música i una coreografia pròpies que van persistir després del 1859 (malgrat haver desaparegut dels actes del Corpus de València a partir del 1846, per les crítiques de la premsa liberal i republicana, que van titllar la Processó del Corpus de mostra del salvatgisme i la incultura populars)

## Descripció de la dansa
Consisteix en un grup de dansaires, caracteritzats de gitanos o zíngars que ballen al voltant d'una magrana de fusta gran col·locada al final d'un llarg pal o perxa. De l'extrem superior d'aquest pal pengen unes cintes que els dansaires van trenant i destrençant. Al final del ball, la magrana que corona la perxa s'obre a grills i queda al descobert una figuració de la custòdia davant la qual tots els dansaires s'agenollen. Així, el ball pren un caràcter religiós simbòlic ja que el que s'intenta manifestar és la submissió dels infidels jueus a l'Eucaristia.
Els dansaires van vestits de calabresos, amb barret de drap negre de copa cònica decorat amb cintes de colors, camisa blanca, gipó tancat, pantalons amplis i curts, sent gipó i pantalons del mateix color; faixa vermella, mitges blanques i espardenyes o sabates tancades. Aquesta vestimenta és curiosa perquè no sembla tenir cap relació amb el simbolisme religiós de la dansa.
La dansa s'acompanya amb música de tabalet i dolçaina, seguint una melodia amb dues fases diferents que s'iteren tantes vegades com siga imprescindible. La primera fase s'utilitza per enrotllar o desenrotllar, és a dir trenar o destrençar, les cintes al voltant de la perxa; la segona es fa servir per estirar les cintes. Ambdues fases s'alternen al llarg de la dansa.
El pas emprat durant les danses és un pas molt comú en danses infantils, primer amb el peu dret es colpeja amb força el terra alhora que l'esquerre queda enlaire durant aquest cop fort del dret. A continuació el peu esquerre camina però utilitzant la meitat de temps que quan copeja fortament el terra, acompanyant el dret amb la mateixa rapidesa a l'esquerre en el desplaçament. Es copeja fortament el terra novament, sent aquesta vegada el peu esquerre el que ho fa, mentre que el dret queda a l'aire. I novament es produeix el desplaçament ràpid dels dos peus.
La dansa està dividida en dues parts: a la primera s'enrotllen les cintes mentre els dansaires giren tots en el mateix sentit, al so de la primera fase melòdica. A la segona fase, els dansaires deixen de girar, estirant les seves cintes des del lloc on es troben. Per estirar les cintes es fan una sèrie de figures. Primer hi ha una sèrie de passos abans de realitzar la reverència, cosa que podem considerar com la preparació de la reverència, en què es duen a terme cinc postures alternant els cops d'un dels peus a terra amb l'elevació del contrari. Per fer la reverència es creua el peu dret per davant de l'esquerre, alhora que aquest es desplaça una mica cap enrere, aleshores s'arrossega una mica el peu dret i s'inclina el cos per fer la reverència, i en fer-ho, la cinta s'estira.

### Primera part de la dansa
En aquesta fase es du a terme el trenat i estirament de les cintes repetint-ho en dues o més ocasions, fins que les cintes queden enrotllades al pal. Segueix ara el destrençat, per a això els dansaires canvien la cinta de mà alhora que canvien el sentit del gir al voltant del pal. Aquest destrençar i estirar es fa tres vegades i les cintes queden destrençades.

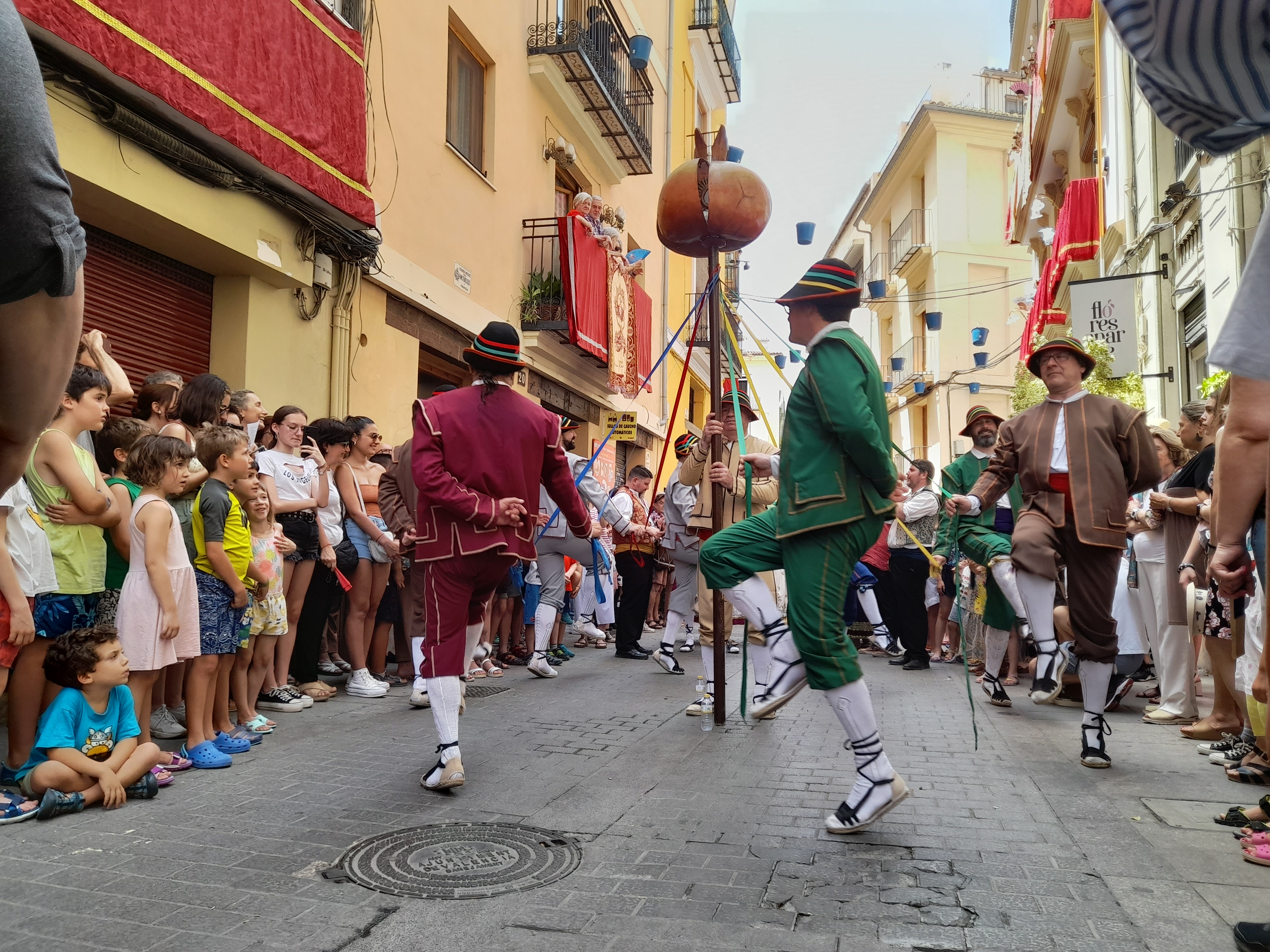
Primera part de la dansa, els dansaires giren totsal mateix sentit
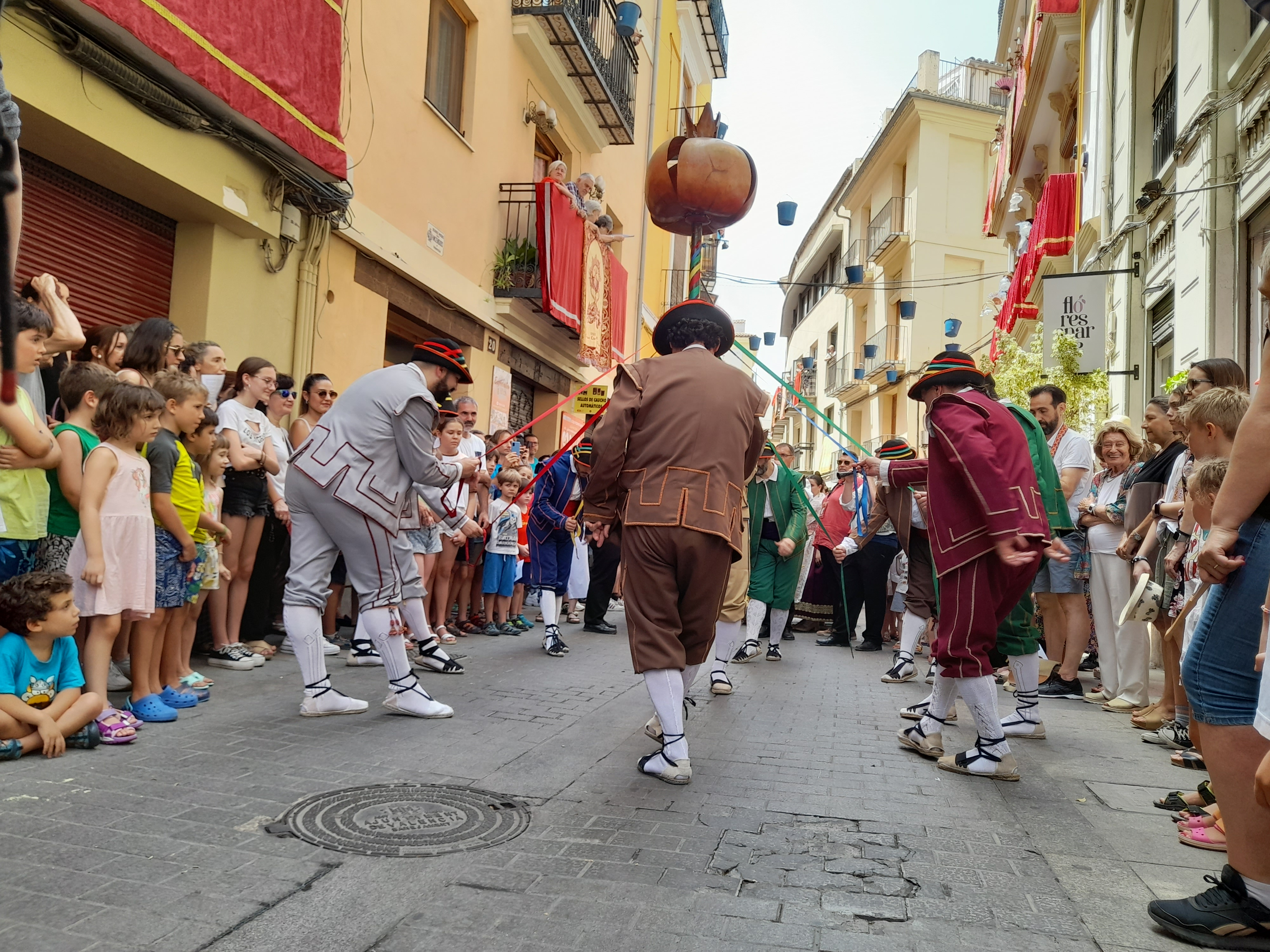
Reverències per aconseguir estirar la cinta
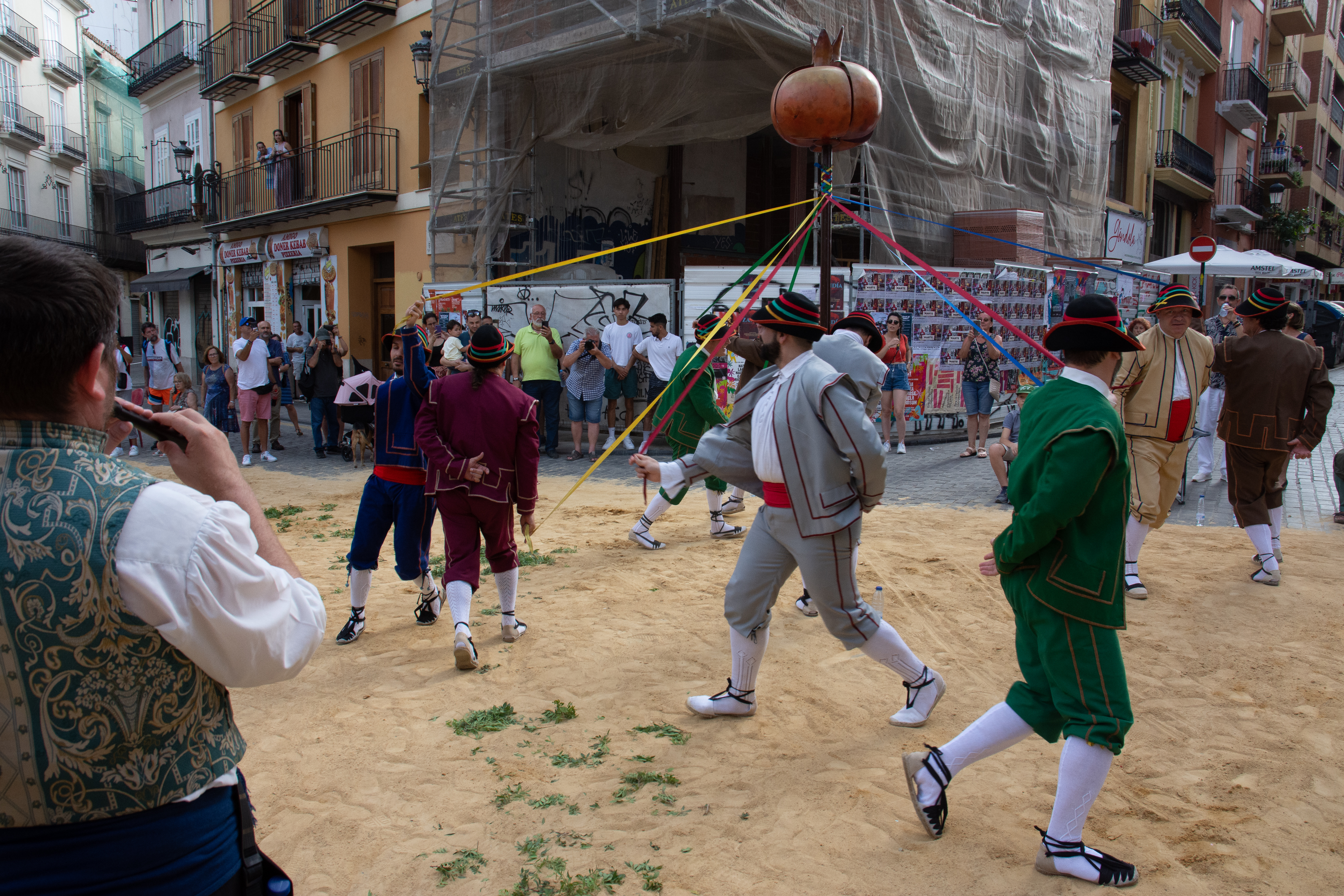
Segon part de la dansa, uns dansaires trenen en un sentit, els altres en l'oposat
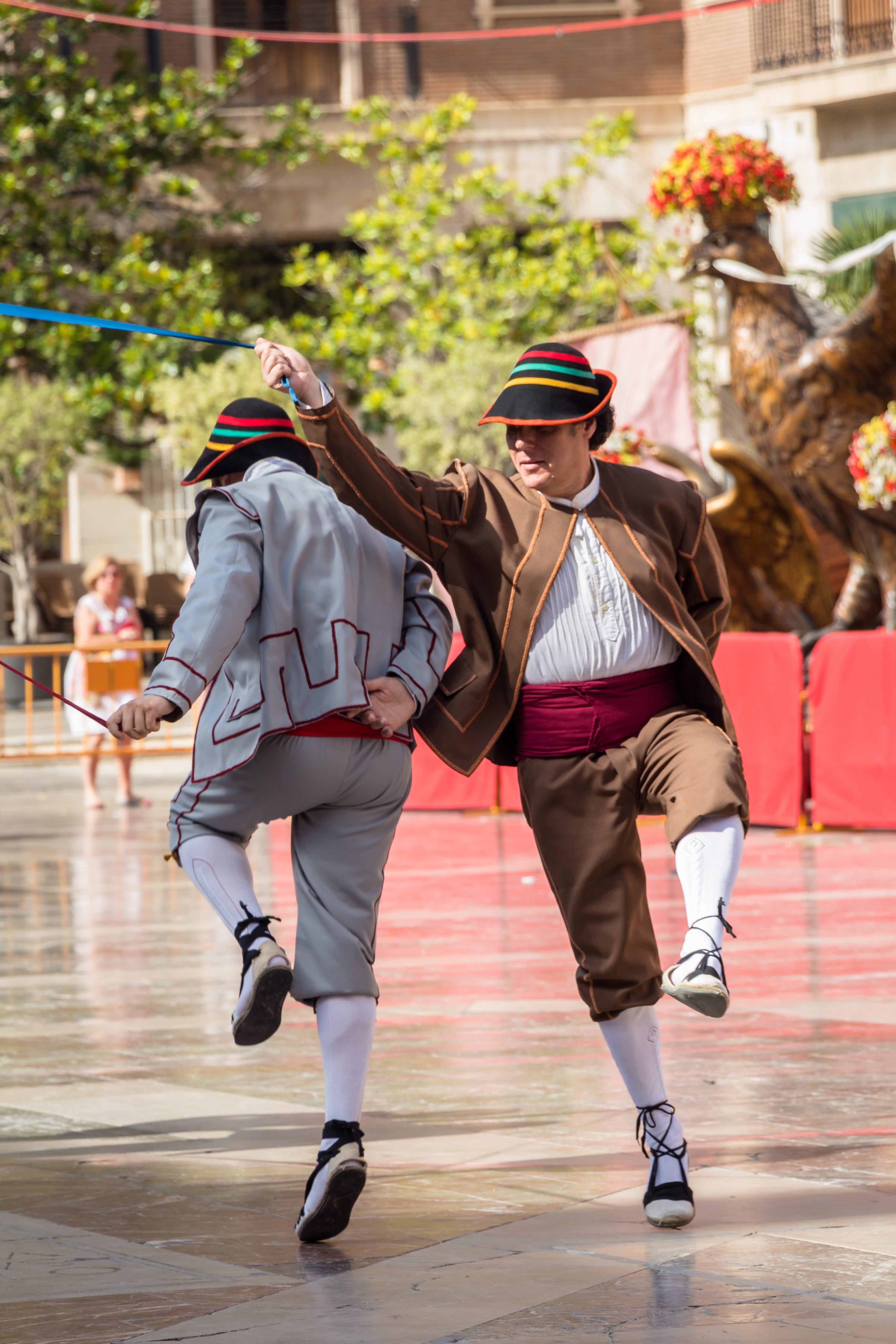
Creuament dels dansaires mentre fan el trenat en la segona part del ball.
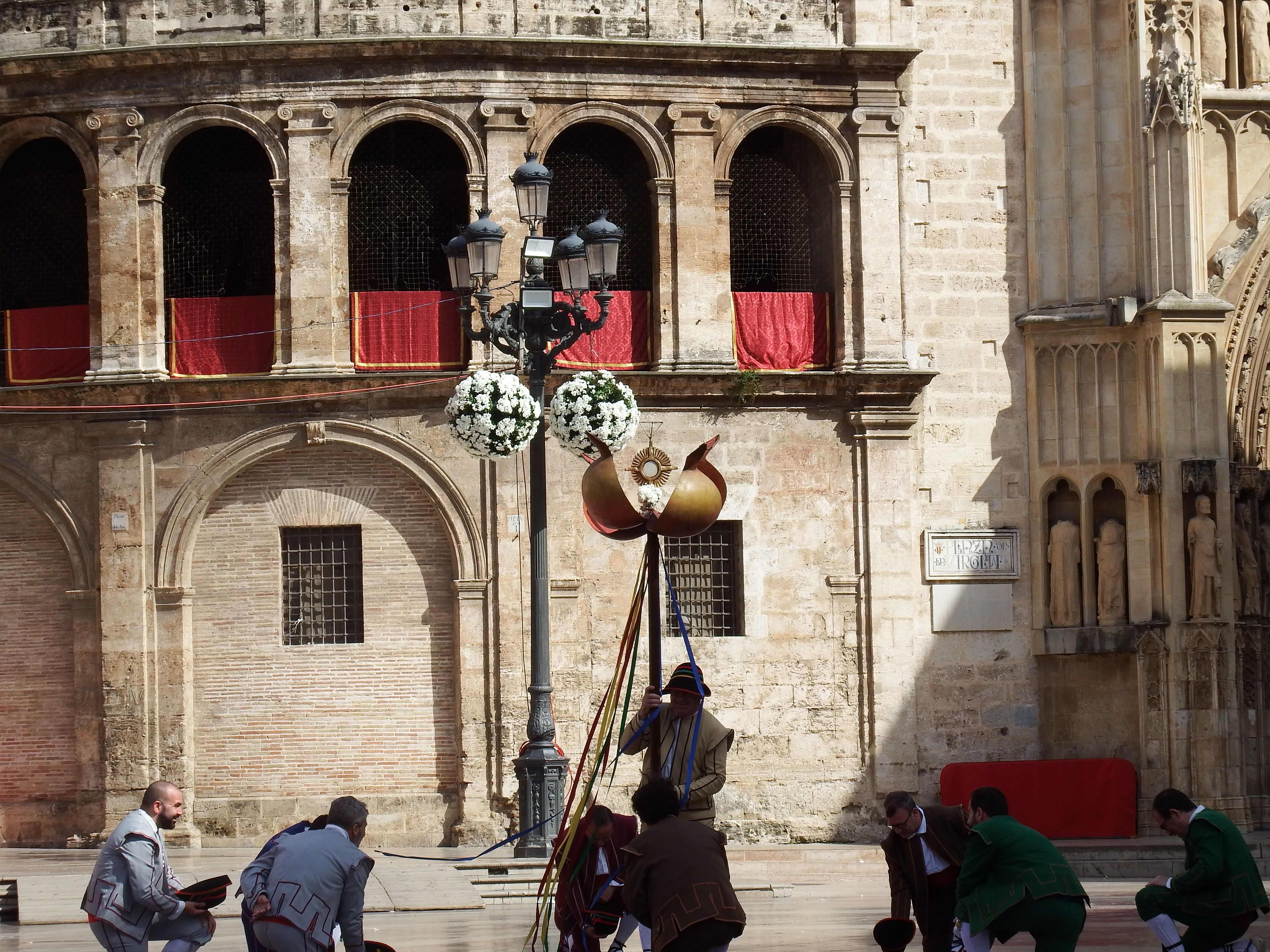
Final de la dansa i obertura de la Magrana deixant al descobert la xicoteta Custòdia.
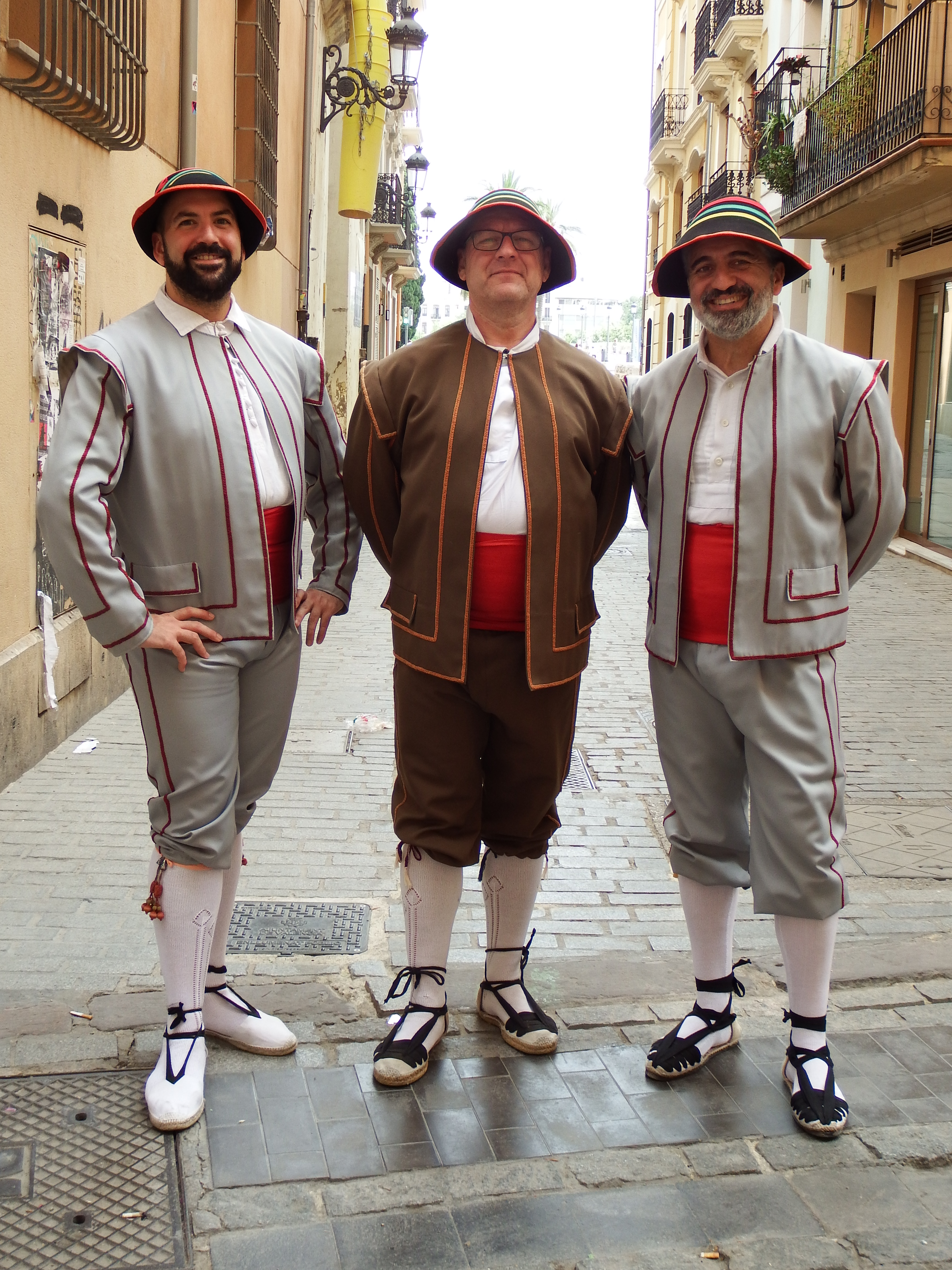
Vestimenta dels dansaires.

### Segona part de la dansa
És la part més complexa d'execució, s'hi trenen les cintes al voltant de la perxa intercalant novament tres voltes de trenat amb tres estiraments de cinta. Però en aquesta ocasió, quatre dansaires giren en un sentit, mentre que els altres quatre ho fan a l'oposat, aconseguint així un trenat de les cintes multicolor. Per destrençar, els dansaires canvien el sentit de gir, fent tantes voltes i estirant les cintes tantes vegades com ho han fet durant el trenat.
El final de la dansa consisteix en la reverència de l'últim pas d'estirar cintes, aleshores els dansaires deixen anar les cintes i s'agenollen, alhora que la granada s'obre i deixa al descobert el símbol de l'Eucaristia.